# Du gamla du fria (film, 1938)
Du gamla du fria är en svensk dramafilm från 1938 i regi av Gunnar Olsson.

## Handling
Svenskamerikanen Charlie Johnson får brev hemifrån. Det är hans mor som skrivit och hon är uppenbart nu både sjuklig och gammal. Charlie beslutar sig för att återvända, kanske för gott, eftersom han inte kan undgå att känna stark hemlängtan. Något han diskuterar med sin kompanjon vid plywoodfabriken, Fred Freeberg. Denne är inte så glad över att Charlie överger honom. Nattvakten Gus delar heller inte hans känslor för det gamla landet. Han säger sig inte längta tillbaka till ”oxvandringen”, men Charlie försäkrar att Sverige numera är ett annat land än det som de en gång lämnade. Charlie tar ett sentimentalt avsked till sina ordensvänner som sjunger ”Barndomshemmet” för honom”. Med sig på resan får Charlie sin brorsdotter Mary, som är journalist på tidningen Nordstjernan samt sin hushållerska Hedvig. Mary tänker skriva en artikelserie om besöket för svenska tidningar.
Mary, som fortsatt till Stockholm, råkar nu få veta att Björn är journalist och därmed en konkurrent om artikelserien. Hon blir arg och överger honom vid ett journalistmöte men sedan möts de och försonas. De går sedan omkring på Tekniska museet och är förälskade. Hemma i Småland känner sig Charlie trots allt främmande och beslutar sig för att inte stanna kvar i Sverige. Han hjälper sin mor och syster med att lösa in lånet på gården och tar tåget till Stockholm. På detta konfronteras han med några män som klagar över Sverige. Han undrar då med vilken rätt de har att kasta glåpord på Sverige. Han undrar om de varit utomlands och säger att de skall vara glada att bo i ett land där man får tänka och tala fritt.
Mary beslutar sig för att stanna i Sverige tillsammans med Björn medan Charlie och Hedvig avreser igen. Till tonerna av ”Du gamla du fria” lägger båten åter ut och Charlie fäller åter några sentimentala tårar vid utloppet från Göteborg.

## Om filmen
Filmen premiärvisades 26 december 1938 och spelades in i Europa Studio i Sundbyberg med exteriörer från Skansen, Tekniska Museet, Bellmansro i Stockholm, Dalen vid Garnsviken i Åkersberga samt ombord på Kungsholm med flera platser av Sven Thermænius efter en filmidé av Henry Richter. Från olika journalfilmer medverkar stora delar av kungahuset.

## Roller i urval
- Sigurd Wallén - Karl "Charlie" Johnson
- Dagmar Ebbesen - Hedvig Nyström, hans hushållerska
- Nils Lundell - Gus, nattvakt i New York
- Hilda Borgström - Charlies mor
- Karin Ekelund - Mary Johnson, Charlies brorsdotter, journalist på tidningen Nordstjernan
- Karl-Arne Holmsten - Björn Hanson, journalist på Göteborgs Nyheter
- John Ericsson - Fred Freeberg
- Gull Natorp - Ellen, Charlies syster
- Karl-Arne Holmsten - Björn Hansson, journalist
- Gösta Gustafson - Nils, småländsk bonde
- Rolf Botvid - Björns kollega på Göteborgs Nyheter
- Douglas Håge - kommunalpolitiker vid groggbordet
- Ernst Brunman - bankkamrern vid groggbordet
- Georg Skarstedt - kommunalpolitiker vid groggbordet
- Magnus Kesster - redaktionssekreterare Blom på Morgonposten

## Musik i filmen
- Du gamla, du fria (Du gamla, du friska), text 1844 Richard Dybeck, instrumental.
- Den blå färgen (Av alla färgerna de små/Af alla färger ack ändå), text 1820 Af alla färger ack ändå Carl Gustaf Wadström text 1902 Av alla färgerna de små Albert Engström, sång Sigurd Wallén och Nils Lundell, framförs även på munspel av Nils Lundell
- Improvisation för munspel, kompositör Nathan Görling, framförs på munspel av Nils Lundell
- Sailing Over the Bounding Main, kompositör och engelsk text Godfrey Marks
- The Bulldog on the Bank
- For He's a Jolly Good Fellow
- On the Banks of the Wabash (Far Away) (Barndomshemmet), kompositör och engelsk text 1897 Paul Dresser svensk text 1914 Karl-Ewert
- Barcarole (Avfärd från Amerika), kompositör Erik Baumann, instrumental.
- Vinga, kompositör Erik Baumann, instrumental.
- Uti vår hage, kompositör Hugo Alfvén, instrumental.
- Meditation, kompositör Erik Erling framförs instrumentalt som orgelsolo.
- Björnlek, kompositör Erik Baumann, instrumental.
- Elefantritt, kompositör Erik Baumann, instrumental.
- Valse (Henneberg), kompositör Albert Henneberg, instrumental.
- Geschichten aus dem Wienerwald, op. 325, kompositör Johann Strauss d.y., framförs av okänd kvinnlig sångare
- Sonat, piano, nr 14, op. 27:2, ciss-moll, "Månskenssonaten", kompositör Ludwig van Beethoven
- Misterioso, kompositör Huguet och Henry Verdun (Pseudonym), instrumental.
- Gamla Sta'n, kompositör Erik Baumann, text Gideon Wahlberg, instrumental.
- Charles II. Uvertyr, kompositör Montague Phillips, instrumental.
- Smålandsvals, kompositör Erik Baumann, instrumental.
- Sveriges flagga (Flamma stolt mot dunkla skyar), kompositör Hugo Alfvén, text Karl Gustav Ossiannilsson
- Kungliga Södermanlands regementes marsch, kompositör Carl Axel Lundvall, instrumental.
- Fader Berg i hornet stöter (Till en och var av systrarna, men enkannerligen till Ulla Winblad), kompositör och text Carl Michael Bellman, sång Gunnar Bohman framförs på luta av Gunnar Bohman
- En sjöman älskar havets våg, text Ossian Limborg, sång Gunnar Bohman, Sigurd Wallén, Magnus Kesster, Karl-Arne Holmsten och Karin Ekelund
- The Star-Spangled Banner, kompositör John Stafford Smith engelsk text Francis Scott Key, instrumental.